# 山本直樹
山本 直樹（やまもと なおき、1960年2月1日 - ）は、日本の漫画家。別に、成人向け漫画を執筆する森山 塔（もりやま とう）、塔山 森（とうやま もり）の名義がある。
北海道松前郡福島町出身。北海道函館中部高等学校、早稲田大学教育学部国語国文学科卒業。劇画村塾3期生。水瓶座、血液型AB型。主に青年漫画を執筆。自身のバンド「ブレメン」（旧スロラナSPブレメン）ではボーカルとギターを担当。都内ライブハウスを中心に活動。

## 来歴
1960年2月1日、北海道松前郡福島町に生まれる。両親、さらには父方・母方の両祖父が学校の先生という教育者の家庭で育った。小学生のころ、自身にとっての「エロのルーツのルーツ」ともいえる『ハレンチ学園』を愛読。高校時代は、筒井康隆の小説を読んで本の面白さに目覚める一方、下宿先の女性の先輩から『りぼん』を借りて読んでいた。
1978年、北海道函館中部高等学校を卒業し、早稲田大学に入学。入試で第一文学部に落ちたため、教育学部に進学した。大学時代は、萩尾望都、大島弓子、山岸凉子、吾妻ひでお、大友克洋などの作品に親しむ。1979年、大学2年の冬に、友人たちとSF小説、少女漫画、ニューウェーブなどの話をするうちに、それまで読むばかりだった漫画を自分でも描き始める。
1981年、小池一夫が主催する「劇画村塾」に入塾する。同期には堀井雄二、とがしやすたからがおり、その熱気に影響されて同人誌の作成を思い立つ。1982年、劇画村塾の有志が製作した同人誌に同人漫画家として初めての成人向け漫画を発表する。1983年、早稲田大学教育学部国語国文学科を卒業。卒業に際して就職活動はせずに、漫画の投稿、持ち込みを始めた。
1984年、森山塔（山本ナオキ）名義で『ピンクハウス 1984年6月号』（日本出版社発行）に掲載の「ロリータ日記　ホラ、こんなに赤くなってる!」でデビュー。同年、山本直樹名義でも「私の青空」で『ジャストコミック』新人賞を受賞しデビュー。デビュー当初は、山本直樹名義でストーリー性のある青年漫画を描く一方で、森山塔・塔山森名義で成人向け漫画を描いていたが、両者の境界はなくなっていった。
1986年、『極めてかもしだ』が有害（不健全）指定を受ける。
1991年 、『Blue』が初めて東京都青少年保護育成条例で有害コミック指定を受け、当時沸き起こりつつあった有害コミック論争の中心的存在となる。1992年にはコミック表現の自由を守る会に参加。有害コミック論争以降も作風は変わらず、『ありがとう』では更に過激な描写を見せた。 
2000年からは、漫画雑誌『マンガ・エロティクス』（現・『マンガ・エロティクス・エフ』、太田出版）のスーパーバイザーを務めながら、同誌に作品も発表している。2006年、『イブニング』（講談社）で連合赤軍事件を題材にした『レッド』の連載を開始、2010年には同作品で第14回文化庁メディア芸術祭マンガ部門優秀賞を受賞した。
2008年、『堀田』3巻が東京都条例で有害コミック指定を受ける。
2021年現在はWeb連載サイト「Ohta Web Comic」で『山本直樹 最新作品集』を連載中。また6月にかもめ児童合唱団のアルバム『海に向かって歌う歌』のジャケットイラストを描きおろしている。

## 人物
ムーンライダーズ、フランク・ザッパなどのファンである。自分でも音楽活動を行なっている。『とらわれペンギン』などのように音楽にちなんで漫画作品のタイトルを付けることがあるほか、作品の題材として音楽を取り上げることがある。
同じく漫画家の江口寿史、とり・みき、吉田戦車らと交友関係がある。
家族は妻と一男一女。子供に対しては怒ることはほぼ皆無で、一方でいろいろな漫画を薦めるため、娘曰く「父というよりは、面白いものを紹介してくれる親戚のおじさん」という感じだった。ただ子供に自分の作品を読ませることはなく、また「森山塔」等の別名義のことも子供には内緒にしていたが、あるとき子供の知るところとなり衝撃を受けたという。
早稲田大学在学中には田島照久の宗教研究の講義を受けた。中世のキリスト教神秘主義の研究をしている先生で、錬金術やタロットやカバラについて、歴史的視点で教わった。

## 作風

### 特徴
正気でない人やエロを題材とする作品を描くことが多い。大胆な性描写とシャープな演出センスで問題作を発表しており、愛とセックスに溺れる弱い人間たちが織り成す悲哀を過激に、シニカルに、そしてややユーモラスに描く。性描写が問題になった有害コミック論争以降も作風は変わらず、『ありがとう』では更に過激な描写を見せ、レイプ、新興宗教、いじめなどの困難に屈せずに奮闘する父を描き、「家族とは何か」という問いを投げかけた同作は、高く評価された。

### 執筆方法
技術的な特徴としては、かなり早くから漫画にマッキントッシュによる作画（CG）を取り入れていることが挙げられる。1993年ごろから漫画を描くのにパソコンを使い始め、「Aldus SuperPaint」という現在では発売中止になった（開発元のAldusがAdobeに買収されたため）ソフトを現在も使っている。執筆方法の変化により、『フラグメンツ』以降の絵はそれまでよりも繊細になっている。かつては飛龍乱・奥浩哉・山本夜羽音・猫島礼らがアシスタントを務めていたが、近年はアシスタントを雇わずに独力で執筆している。

## 単行本

### 山本直樹名義
- まかせなさい!（光文社 1986年）
  - まかせなさい!（光文社 完全保存版 1994年）
- はっぱ64（小学館 1987年）全3巻
  - はっぱ64（弓立社 1994-1995年）全3巻
  - はっぱ64（太田出版 1998年）全2巻
- 気まぐれハーベスト・ホーム（光文社 1987年）
- 極めてかもしだ（小学館 1987-1988年）全6巻
  - 極めてかもしだ（フランス書院 1993-1994年）全6巻
  - 極めてかもしだ（太田出版 1998年） 全3巻
- ごめんねBボーイ（講談社 1988年）
  - ごめんねBボーイ（スコラ 1994年）
- あさってDANCE（小学館 1989-1991年）全7巻
  - あさってDANCE（弓立社 1994年）全7巻
  - あさってDANCE（太田出版 1998-1999年）全4巻
- BLUE（光文社 1991年）
  - BLUE（弓立社 1992年）
  - BLUE（太田出版 2006年）
  - BLUE AND OTHER SHORT PIECE 増補新装版（復刊ドットコム 2018年）
- YOUNG&FINE（双葉社 1992年）
  - YOUNG & FINE（双葉社 1997年）
  - YOUNG & FINE（復刊ドットコム 2012年）
- フレイクス（シュベール出版 1992年）
  - フレイクス（シュベール出版 1996年）文庫化
- 僕らはみんな生きている（原作:一色伸幸）（小学館 1992-1993年）全4巻
  - 僕らはみんな生きている（小学館 1999年）上下巻
- 夢で逢いましょう（光文社 1993年）
  - 夢で逢いましょう（太田出版 1999年）※『夢で会いましょう』と『君といつまでも』の合本
- 夏の思い出（太田出版 1994年）
- 君といつまでも（光文社 1994年）
- こけティッシュ（メディアックス 1994年）
  - こけティッシュ（シュベール出版1999年）
- ありがとう （小学館 1994-1995年） 全4巻
  - ありがとう 新装版（小学館 1998年）上下巻
- フラグメンツ（小学館1997-2003年）
- 守ってあげたい（太田出版 1998年）
- 学校（文藝春秋 1998年）
  - 学校（太田出版 2006）
- ビリーバーズ（小学館 2000年）
  - ビリーバーズ（復刊ドットコム 2012年）
- テレビばかり見てると馬鹿になる（太田出版 2000年）
- お家につくまでが遠足です（太田出版 2002年）
- テレビを消しなさい（平凡社 2002年）エッセイ
- 安住の地（小学館 2002-2003年）
- ラジオの仏 山本の夢辞書 1975-2004（平凡社 2003年）エッセイ
- 堀田（太田出版 2003-2010年）全4巻
- 破戒 〜ユリ・ゲラーさん、あなたの顔はいいかげん忘れてしまいました〜（原作:松尾スズキ）（小学館 2005年）
  - 破戒 ~ユリ・ゲラーさん、あなたの顔はいいかげん忘れてしまいました~（イースト・プレス 2016年）
- 夜の領域（チクマ秀版社 2006年）
  - 夜の領域（復刊ドットコム 2014年）
- レッド（講談社 2007-2014年）全8巻
- レッド 最後の60日 そしてあさま山荘へ（講談社 2015-2017年）全4巻
- レッド 最終章 あさま山荘の10日間 （講談社 2017-2018年）全1巻
- 明日また電話するよ（イースト・プレス 2008年）
- 夕方のおともだち（イースト・プレス 2009年）
- 世界最後の日々（イースト・プレス 2010年）
- 森山塔選集（復刊ドットコム 2013年）全2巻
- 塔山森選集（復刊ドットコム 2013年）
- 分校の人たち（太田出版 2013-2018）全3巻（3巻の後半は『DOORS』の1-4話を収録）
- 森山塔選集 よい子の性教育（復刊ドットコム 2018年）
- 田舎（Ohta Web Comicで連載）（太田出版 2018-2020年）

#### その他
- 『柳美里対談集 沈黙より軽い言葉を発するなかれ』創出版、2012年8月 ISBN 978-4904795194
- 水中、それは苦しい「水中見舞い」（2016年12月7日） - アルバムジャケット [16]

### 森山塔名義
- よい子の性教育（松文館 1985年）
- ラフ&レディ（司書房 1986年）
- とらわれペンギン（辰巳出版 1986年）
- 桃色、大好き!（日正堂 1986年）
- さくらんぼ倶楽部（ミリオン出版 1986年）
- キはキノコのキ（司書房 1986年）
- ペギミンH（辰巳出版 1986年）
- 準子さんの肖像（笠倉出版 1986年）
- 新・さくらんぼ倶楽部（ミリオン出版 1987年）
- あとは寝るだけ（フランス書院コミック文庫 1987年）
- じっとしててね（フランス書院コミック文庫 1988年）
- なんかヘンな気…（フランス書院コミック文庫1988年）
- ずっと朝まで…（フランス書院コミック文庫1988年）
- 夜のお楽しみ袋（フランス書院コミック文庫 1988年）
- 真夜中のクロール（フランス書院コミック文庫 1989年）
- そしてイイ気分（茜新社にんじんコミックス 1994年）
- Orange（フランス書院Zコミックス 2002年）
- SERVANT（フランス書院Zコミックス 2002年）
- mushroom（フランス書院Zコミックス 2003年）
- Rough&Ready（フランス書院Zコミックス 2003年）
- PegiminH（フランス書院Zコミックス 2003年）
- Climber（フランス書院Zコミックス 2003年）

### 塔山森名義
- 死ぬなミミズ（フランス書院 1993年）
- お姫さまといろいろ（フランス書院 1993年）
- 誘ってあげる（フランス書院 1998年）
- こんな娘といいな（フランス書院 1998年）

## 映画化された作品
- あさってDANCE
  - 1991年、磯村一路監督
  - 2005年、本田隆一監督
- 僕らはみんな生きている
  - 1993年、滝田洋二郎監督（メディアミックス作品）
- BLUE ある女子校生たちの物語
  - 1994年、神野太監督
- YOUNG&FINE ある女子高生の過激な学園生活
  - 1995年、篠原哲雄監督　
  - 2024年、小南敏也監督[17]
- 夏の思い出 異常快楽殺人者
  - 1995年、斎藤久志監督
- 君といつまでも
  - 1995年、廣木隆一監督
- ありがとう
  - 1996年、小田切正明監督
- 夢で逢いましょう
  - 1996年、佐藤寿保監督
- のんきな姉さん
  - 2002年、七里圭監督
- 眠り姫
  - 2005年、七里圭監督
- テレビばかり見てると馬鹿になる
  - 2007年、亀井亨監督
- 世界最後の日々
  - 2012年、内田英治監督
- ファンシー
  - 2019年、廣田正興監督
- 夕方のおともだち
  - 2022年、廣木隆一監督
- ビリーバーズ ※山本も先生役で出演[18]
  - 2022年、城定秀夫監督

### オリジナルビデオ化された作品
- どれいちゃんとごしゅじんさまくん
  - 2008年、城定秀夫監督、持田茜主演
- アダルトビデオの作り方
  - 2008年、城定秀夫監督、若菜ひかる主演
- アダルトビデオができるまで
  - 2008年、城定秀夫監督、鈴木杏里主演

## アニメーション
- ボディジャック 楽しい幽体離脱
- くりいむレモン
  - 5時間目のヴィーナス
  - 放課後XXX
  - そうかもしんない

## テレビ出演
- 浦沢直樹の漫勉 - シーズン4

## 関連人物
吾妻ひでお
山本が愛読している漫画家の1人。山本と対談したほか、ベストセレクションの1冊を山本が監修した。
中村佑介
イラストレーター。山本と対談し、絵柄が直接影響を受けたというわけではないが、漫画家として、また「超かわいくてエロい女の子の描き手」としてずっと尊敬してきたと明らかにしている。
奥浩哉
元アシスタント。山本の現場が初アシスタントであり、1989年の『あさってDANCE』の最初のころまでアシスタントをしていた。
飛龍乱
元アシスタント。山本が『スピリッツ』と『スコラ』の仕事を受け、多忙の時期にヘルプで現場に入った。